# Узденов, Дугербий Танаевич
Дугербий Танаевич Узденов (20 сентября 1917 — 7 июня 2005) — майор МВД СССР, партизан Великой Отечественной войны, Герой Российской Федерации (1995).

## Биография
Дугербий Узденов родился 20 сентября 1917 года в ауле Ташкепюр (ныне — Каменномост, Карачаево-Черкесия). 
В детстве научился ездить на лошади и ухаживать за лошадьми (что стало одной из причин военной службы в кавалерии).
Окончил педагогический рабфак в Микоян-Шахаре. 
В сентябре 1937 года Узденов был призван на службу в Рабоче-крестьянскую Красную Армию, поступил в Тамбовское кавалерийское училище (которое закончил в 1939 году). После завершения обучения лейтенант Узденов был направлен для продолжения службы в Московский военный округ, зачислен на должность командира кавалерийского взвода. 
После начала советско-финской войны изъявил желание о переводе в боевые части, был ранен. После окончания лечения был направлен для прохождения службы в Чапаевскую дивизию РККА на должность командира эскадрона.
В первый день Великой Отечественной войны вступил в бой под Петрозаводском, вскоре был тяжело ранен. 
Вернувшись на фронт, воевал на Калининском фронте, четырежды был ранен. В июне 1942 года по приказу командования Узденов возглавил разведгруппу, действовавшую во вражеском тылу. 
После окончания краткосрочных курсов ГРУ РККА, в июле 1942 года он был зачислен в штат ГРУ а затем в составе парашютно-десантной группы из шести человек был заброшен в немецкий тыл в Рокитновский район Ровенской области (в это время город Ровно являлся административным центром рейхскомиссариата "Украина").
За короткий срок Узденову удалось создать партизанский отряд, числившийся в ГРУ как часть особого назначения № 058. Этот отряд, действуя самостоятельно, успешно держал под контролем как шоссейные, так и железные дороги, ведущие в Ровно. В ноябре 1943 года отряд Узденова влился в партизанское соединение под командованием Антона Бринского и в его составе участвовал в рейдах по вражеским тылам на территории Ровенской, Житомирской и Каменец-Подольской областей Украинской ССР. Бойцы отряда Узденова пустили под откос около сотни эшелонов, уничтожили 25 мостов, около 150 танков и БТР, более 200 артиллерийских орудий, большое количество другой боевой техники, складов, железнодорожного полотна, линий связи противника. Отряд Узденова оказывал поддержку деятельности известного разведчика Николая Кузнецова. За эти заслуги Бринский представил его к званию Героя Советского Союза, но представление реализовано не было из-за национальности Узденова.
В июне 1944 года отряд Узденова соединился с наступающими советскими войсками и он был отозван в Москву для получения нового задания. 
В июле 1944 года он вновь был заброшен во вражеский тыл, на сей раз в Польшу, где стал заместителем по разведке командира партизанского отряда польского Сопротивления. 
В сентябре 1944 года из оккупированной Варшавы Узденов успешно эвакуировал на полевой аэродром (и далее на самолете - в Москву) группу из 18 польских офицеров, которую возглавлял генерал М. Роля-Жимерский. 
В дальнейшем, капитан Узденов был назначен помощником начальника штаба 11-го кавалерийского полка 9-й кавалерийской дивизии РККА.
Конец войны Узденов встретил в Австрии. В начале 1946 года в звании капитана он был уволен в запас и был вынужден уехать в Среднюю Азию, однако благодаря заступничеству сослуживцев сумел переехать в Ленинград. Первоначально работал токарем на заводе, а в 1957 году был принят на службу в органы МВД СССР. В 1963 году вернулся в Карачаевск, где продолжал работал в органах МВД. В 1975 году вышел на пенсию.
Принимал участие в общественной деятельности.
Указом Президента Российской Федерации от 17 марта 1995 года за «мужество и героизм, проявленные в партизанской борьбе против немецко-фашистских захватчиков в период Великой Отечественной войны 1941—1945 годов» Дугербий Узденов был удостоен высокого звания Героя Российской Федерации с вручением медали «Золотая Звезда».
Проживал в Карачаевске. Умер в 2005 году, похоронен в Карачаевске.

## Награды
- Герой России[2]
- орден Красного Знамени[2][3]
- два ордена Отечественной войны 1-й степени[2][3]
- орден Дружбы[3]
- медали[2][3]

- медаль «За победу над Германией в Великой Отечественной войне 1941—1945 гг.»
- медаль «Партизану Отечественной войны» I степени

- знак "Отличник милиции СССР"[2]
- имя Д. Т. Узденова внесено в Книгу почёта управления МВД Ставропольского края[2]

- Почётный гражданин города Ракитино[2] и города Карачаевска[2].